# EXOSC5
EXOSC5 (англ. Exosome component 5) – білок, який кодується однойменним геном, розташованим у людей на короткому плечі 19-ї хромосоми. Довжина поліпептидного ланцюга білка становить 235 амінокислот, а молекулярна маса — 25 249.
| 10         |  | 20         |  | 30         |  | 40         |  | 50         |
| ---------- |  | ---------- |  | ---------- |  | ---------- |  | ---------- |
| MEEETHTDAK |  | IRAENGTGSS |  | PRGPGCSLRH |  | FACEQNLLSR |  | PDGSASFLQG |
| DTSVLAGVYG |  | PAEVKVSKEI |  | FNKATLEVIL |  | RPKIGLPGVA |  | EKSRERLIRN |
| TCEAVVLGTL |  | HPRTSITVVL |  | QVVSDAGSLL |  | ACCLNAACMA |  | LVDAGVPMRA |
| LFCGVACALD |  | SDGTLVLDPT |  | SKQEKEARAV |  | LTFALDSVER |  | KLLMSSTKGL |
| YSDTELQQCL |  | AAAQAASQHV |  | FRFYRESLQR |  | RYSKS      |  |            |

A: Аланін

C: Цистеїн

D: Аспарагінова кислота

E: Глутамінова кислота

F: Фенілаланін

G: Гліцин

H: Гістидин

I: Ізолейцин

K: Лізин

L: Лейцин

M: Метіонін

N: Аспарагін

P: Пролін

Q: Глутамін

R: Аргінін

S: Серин

T: Треонін

V: Валін

Кодований геном білок за функцією належить до фосфопротеїнів. 
Задіяний у такому біологічному процесі, як процесинг рРНК. 
Білок має сайт для зв'язування з РНК. 
Локалізований у цитоплазмі, ядрі, екзосомі.